# Joe Choynski

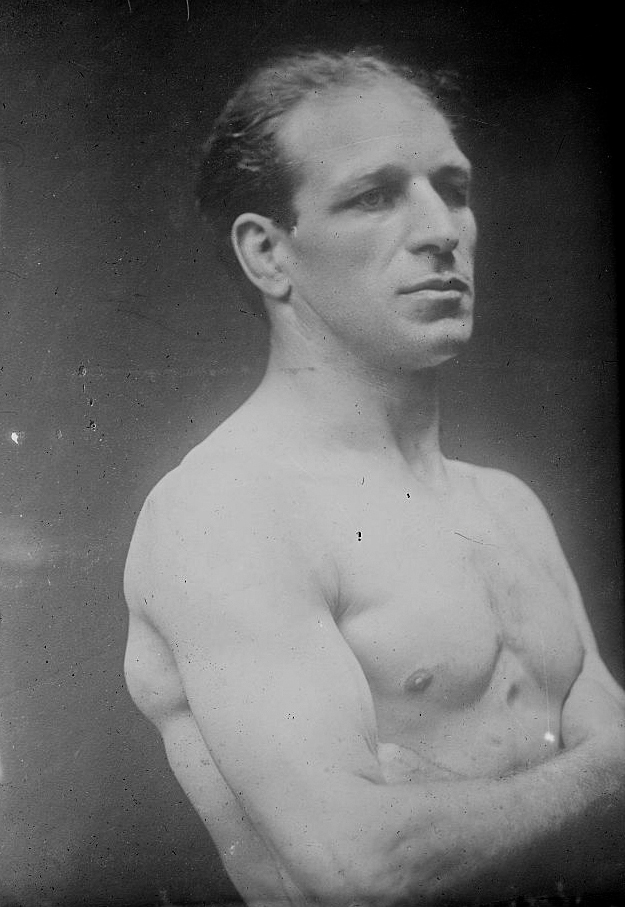
Joe Choynski

Joseph Bartlett „Joe“ Choynski (* 8. November 1868 in San Francisco, Kalifornien; † 25. Januar 1943 in Cincinnati, Ohio) war ein US-amerikanischer Boxer im Schwergewicht.
Der Sohn eines jüdisch-polnischen Einwanderers wurde sowohl im Jahre 1991 in die International Jewish Sports Hall of Fame als auch im Jahre 1998 in die International Boxing Hall of Fame aufgenommen. Es gelang ihm allerdings nie, sich einen Weltmeistertitel zu erkämpfen.